# 大矢剛康
大矢 剛康（おおや たかやす、1992年5月28日 - ）は、日本のタレント、俳優。
太田プロダクション所属。神奈川県藤沢市出身。神奈川県立横浜平沼高等学校、東洋大学出身。

## 略歴
幼少期はぽっちゃりしていて、明るく目立ちたがり屋な性格だった。小学4年生の時、テレビドラマ『ナースのお仕事』に魅せられ、子役事務所に応募。5年生からテレビ番組『セサミストリート』のダンスチームで活動。中学生になり学業や部活動で多忙になったため、芸能活動から一時的に離れることになった。「表現する楽しさ」が忘れられず、高校2年生の時に再度芸能界を目指すことを決意。父の厳しいしつけや、中途半端なことをしたら許されないだろうという思いから、合格しなければ芸能界を諦める覚悟で応募し、太田プロダクションに合格。大学進学と同時に芸能活動を再開した。2015年までNAKED BOYZに所属。2016年からテレビ神奈川『猫のひたいほどワイド』にレギュラー出演している。

## 人物
特技はダンス（ダンス歴6年・R&B、HIPHOP、LOCK、HOUSE etc）、トランペット、水泳、ソフトテニス。趣味はギター、スイーツ作り。
二宮和也のものまねでバラエティ番組に出演。

## 出演

### テレビ番組
- 猫のひたいほどワイド（2016年4月 - 、テレビ神奈川） - 猫の手も借り隊
- ものまねグランプリ 最強ネタで勝負！芸人40組秋のガチランキングSP（2016年、日本テレビ）[7]
- 選挙Link〜猫と夜ふかし〜（2019年、テレビ神奈川）[9]
- ものまねランキング2022（2022年、テレビ東京）[10]
- 海洋戦士シーセーバー（2023年、テレビ神奈川） - ジュンイチロウ 役[11][5]
- 爆笑そっくりものまね紅白歌合戦スペシャル（2023年、フジテレビ）[12]
- ザ・細かすぎて伝わらないモノマネ（2024年、フジテレビ）[13]

### テレビアニメ
- 戦国鳥獣戯画〜甲〜（2016年）[14]
- 戦国鳥獣戯画〜乙〜（2017年）[15]

### ラジオ
- 大矢とフジサワで剛（GO）！（2024年 - 、藤沢エフエム放送）[16][17]

#### ラジオドラマ
- 美男子劇場（2014年・2015年）[18]

### 舞台
- 神☆ヴォイス 〜Go!Go!Dreamers!!〜（2012年3月6日 - 14日、MAKOTOシアター銀座） - 小平純平 役（ダブルキャスト）
- NAKED BOYZ ACT V『佐川男子』（2013年）[19]
- 神保町花月×NAKED BOYZ×L.A.F.U. 特別公演『クローゼットZERO』（2014年）[20]
- NAKED BOYZ ACT IX『CHANGING～二つの行方～』（2014年）[21]
- 朗読劇『美男子劇場』（2015年）[22]
- ショートストーリーロングコント 第2回公演 ワル（2016年）[23]
- ショートストーリーロングコント 第3回公演 ルート（2017年）[24]
- Hi☆Jack!!（2018年）[25]

### イベント
- 猫のひたいほどワイド祝3周年感謝祭 〜バッジより大切なもの〜（2019年）[26]
- 2019 tvk秋じゃないけど収穫祭〜ジモトイロ〜（2019年）[27]
- 太田プロライブ「日笑（ニチワラ）」（2020年） - MC[28]
- 猫のひたいほどワイド祝5周年感謝祭〜不良猫の青い春〜（2021年）[29]
- 猫のひたいほどワイド祝6周年感謝祭 〜キミ色に染まり隊〜（2022年）[30]
- 喰らいマックス Supported By くじライブ DAY13 猫ひた音楽祭（2022年）[31]
- 猫のひたいほどワイド7周年感謝祭〜激動のうねり / 信念の鼓動〜（2023年）[32]
- 猫のひたいほどワイド祝8周年感謝祭〜イタズラ猫の絶対距離〜（2024年）[33]
- 猫のひたいほどワイド9周年感謝祭〜蒼天へのRUN WAY〜（2025年）[34]